# Fornelos (Fafe)
Fornelos es una freguesia portuguesa del concelho de Fafe, en el distrito de Braga, con 2,45 km² de superficie y 1.374 habitantes (2011). Su densidad de población es de 560,8 hab/km².